# Могилевчик, Захар Кузьмич
Могилевчик Захар Кузьмич (1895—1975) — советский гигиенист, заслуженный деятель науки БССР, член-корреспондент АМН СССР, доктор медицинских наук.

## Биография
Родился в Головчине Белыничского уезда Могилевской губернии в семье крестьянина. В 1909 году окончил школу в Белыничах. В 1914 году окончил Могилевскую фельдшерскую школу. В 1914—1915 годах работал фельдшерем земских учреждений Могилевской губернии. В 1915—1917 годах работал военным фельдшерем в Могилевском военном госпитале.
В 1917—1919 годах работал фельдшерем в Могилевском губернском отделе здравоохранения. В 1923 году окончил медицинский факультет Московского университета. В 1923—1924 годах работал врачом-стажером Санитарно-гигиенического института Наркомздрава РСФСР. В 1924—1925 годах работал санитарным врачом и заместителем заведующего Горецким уездным отделом здравоохранения. В 1925 году работал санитарным врач в Минске. В 1925—1931 годах работал заместителем заведующего, заведующим санитарно-эпидемиологическим отделом Наркомздрава БССР, а также ассистентом и доцентом кафедры общей и экспериментальной гигиены в БГУ. В 1931 году присвоено ученое звание доцента.
В 1931—1934 годах работал доцентом, исполняющим обязанности заведующего кафедрой общей гигиены Белорусского медицинского института. В 1932—1934 годах работад декан санитарно-гигиенического факультета. В 1931—1938 годах заведовал кафедрой в Белорусском санитарно-гигиеническим институтом Наркомздрава БССР.
С 1934 по 1941 гг. заведовал кафедрой общей гигиены Минского медицинского института. В 1935 году была присуждена ученая степень кандидата медицинских наук. В 1941—1943 годах заведовал кафедрой гигиены Ижевского медицинского института. В 1943—1953 гг. работал консультантом по санитарным вопросам Наркомздрава Удмуртской АССР. В 1943—1971 годах заведовал кафедрой общей гигиены. В 1955—1967 годах работал в качестве главного редактора журнала «Здравоохранение Белоруссии». В 1945 году присуждена ученая степень доктора медицинских наук. В 1953 году был избран членом-корреспондентом АМН СССР.
Преподавателями Могилевчика были академики Николай Александрович Семашко, Алексей Николаевич Сысин, профессора Александр Никитович Марзеева, Михаил Иванович Барсуков. Принимал участие в создании санитарной службы республики и санитарного законодательства, ликвидации санитарных последствий первой мировой и гражданской войн.
Первую научную работу «Минский хлеб и санитарные условия его производства» опубликовал в 1925 году.
В 1945 году написал докторскую диссертацию на тему: «Санитарное оздоровление Могилева в процессе его реконструкции». Во время Великой Отечественной войны возглавлял восстановление медицинского института в Ярославле, а также его эвакуацию.
После войны работал над вопросами санитарных последствий войны и их ликвидации. Написал свыше 150 научных работ, включая «Практикум на экспериментальной гигиене».
Под его руководством было написано в 4 докторских и 18 кандидатских диссертаций. В 1926 году был одним из организаторов I съезда санитарных врачей республики. В Ярославле провел научную конференцию сотрудников института по темам борьбы с раневой инфекцией, шоком и эпидемическими заболеваниями.
В 1946—1972 годах был членом правлений Всесоюзного научного общества гигиенистов, Всесоюзного и Белорусского научно-технических обществ городского хозяйства. Работал соредактором раздела «Гигиена» 2-го издания Большой медицинской энциклопедии. Также был депутатом Ярославского и Минского городских Советов.
Умер в Минске. Был похоронен на кладбище «Северное».

## Награды
- Орден Ленина
- Почетные грамоты ВС БССР
- Значок «Отличнику здравоохранения» (СССР)

В 1949 году получил почетное звание заслуженного деятеля науки БССР.